# Культурно-освітнє товариство греко-католицьких священників
Культурно-освітнє товариство греко-католицьких священників, повна назва Перемиське Товариство галицьких греко - католицьких священників для поширювання письмами просвіти і культури серед вірних на основі християнської релігії — перша українська просвітницька організація в Галичині, початку ХІХ століття.

## Центр Товариства греко-католицьких священників у Перемишлі
Перемишль початку ХІХ століття був найвпливовішим центром західноукраїнського просвітництва. Львів у цей час був настільки сполонізований, що українське національне життя тільки жевріло під тиском польської адміністрації. У Перемишлі знаходилася греко-католицька семінарія, багаті бібліотеки, українська друкарня. Місто було центром греко-католицької єпархії, яку очолював єпископ УГКЦ, професор богослов'я Львівського університету Михайло Левицький .

## Засновники та рік створення
У 1816 р. помічник єпископа у шкільних справах Іван Могильницький у Перемишлі заснував перше просвітницьке «Товариство греко-католицьких священиків». Члени товариства енергійно сприяли прийняттю цісарем рішення 1818 р. про допущення у початкову школу української мови.
На початку ХІХ століття австрійський уряд вирішив провести реформу шкільництва Галичини і Володимирії. На той момент у Перемиській дієцезії було тільки 227 парохіяльних школи. Група місцевих кліриків вирішила заснувати спеціальне товариство, котре б сприяло розвитку освіти рідною мовою та її поступового вдосконалення. Статут Товариства був підписаний тодішнім Перемиським єпископом Михайлом Левицьким 20 січня 1819 року, згодом - 5 липня, того ж року, він був підписаний також цісарем Францом. В Статуті зазначалось, що Товариство буде працювати над видавництвом книг народною мовою та одночасно над її вдосконаленням. Основним спрямуванням планованої літератури були: плекання християнських чеснот, благодійництво, ведення господарства, гігієна, юриспруденція, а також наукова література з історії церкви для освіти духовенства. 

## Діяльність
Відповідно до Статуту, Товариство мало складатись із священиків, запропонованих головою, яких номінував єпископ. Крім голови - Івана Могильницького, до складу Товариства входили Петро Назаркевич, Данило Качановський, Василь Созанський, Іван Турчминович, Іван Трильовський, Гнат Давидович, Іван Снігурський.
Відомий у той час український вчений-філолог, отець Іван Могильницький написав «доступною» для українців мовою підручник «Граматики», «Катехізис малий» і «Буквар славено-руського язика». Товариство домоглося впровадження навчання українських дітей у Галичині рідною мовою. Використавши церковні зв'язки (вони активно співпрацювали в організаційній сфері з центральним греко-католицьким собором Святої Великомучениці Варвари у Відні) домоглися від австрійської адміністрації дозволу на відкриття «Дяково-вчительського інституту» в Перемишлі та початкових шкіл, яких на 1832 рік уже було відкрито 383.
Члени товариства були першими у Галичині, які започаткували ідеологію єдності західних і східних українців. Вони наполягали на тому, що «русини» Галичини є представниками того ж слов'янського народу, що живе по обидва боки Дніпра у Російській імперії.
Існування Товариства греко-католицьких священників було, напевно, тою першою спробою через просвітництво підняти українців на боротьбу за власну державність.І. Могильницький є автором підручників для українських народних шкіл - «Буквар славено-руського язика», «Наука християнська», «Ка- техизм малий», «Правила школьнії», «Логіческія наставленія». Всі ці підручники були вперше написані української мовою. 